# Корсунська волость
Корсунська волость — історична адміністративно-територіальна одиниця Канівського повіту Київської губернії з центром у містечку Корсунь.
З перетворенням 1920 року Корсуня на повітове місто, його було вилучено зі складу волості. З 1922 року - центр волосного виконкому у складі Богуславського повіту (входили місто та станція Корсунь, хутори Боки, Раків, Тартак, Якубів).
Станом на 1886 рік складалася з 14 поселень, 11 сільських громад. Населення — 12496 осіб (6133 чоловічої статі та 6363 — жіночої), 1706 дворових господарств.
|                     | Площа, десятин | У тому числі орної, дес. |
| ------------------- | -------------- | ------------------------ |
| Сільських громад    | 8282           | 6398                     |
| Приватної власності | 8870           | 3528                     |
| Іншої власності     | 380            | 272                      |
| Загалом             | 17532          | 10198                    |

Поселення волості:
- Корсунь — колишнє власницьке містечко при річці Рось за 53 версти від повітового міста, 2752 особи, 470 дворів, 2 православні церкви, католицька каплиця, лютеранський молитовний будинок, синагога, 2 єврейських молитовних будинки, 2 школи, 10 постоялих дворів, 14 постоялих будинків, 53 лавки, пивоварний, цегельний, черепичний і ливарний заводи, 2 майстерні металевих виробів.
- Виграїв — колишнє власницьке село, 1402 особи, 265 дворів, православна церква, школа, постоялий будинок, водяний млин.
- Карашине — колишнє власницьке село при річці Рось, 510 осіб, 89 дворів, православна церква, школа, постоялий будинок, 2 водяних млини.
- Листвина — колишнє власницьке село при річці Ризніковій, 504 особи, 94 двори, 2 постоялих будинки, водяний млин.
- Моринці — колишнє власницьке село, 738 осіб, 122 двори, постоялий будинок.
- Нехворощ — колишнє власницьке село при безіменній річці, 347 осіб, 66 дворів, школа, постоялий будинок.
- Петрушки — колишнє власницьке село при річці Ризніковій, 1084 особи, 129 дворів, православна церква, школа, постоялий будинок.
- Пішки — колишнє власницьке село при безіменній річці, 902 особи, 171 двір, православна церква, школа, 2 постоялих будинки.
- Саморідня  — колишнє власницьке село при річці Корсунка, 799 осіб, 112 дворів, православна церква, школа, 2 постоялих будинки.
- Ситники — колишнє власницьке село при річці Корсунка, 598 осіб, 109 дворів, православна церква, школа, постоялий будинок.